# Fleury-la-Rivière
Fleury-la-Rivière é uma comuna francesa na região administrativa do Grande Leste, no departamento de Marne. Estende-se por uma área de 7.98 km², e possui 520 habitantes, segundo o censo de 2018, com uma densidade de 65 hab/km².